# Gap (Altos Alpes)
Gap é uma comuna de França, capital do departamento de Hautes-Alpes, com a 36 262 habitantes (1999). Situa-se no sudeste do país, nos Alpes do sul e nas margens do rio la Luye.
Centro cultural, administrativo e comercial, Gap é igualmente um carrefour turístico por onde passa a Route Napoléon que liga o Golf Juan a Grenoble. Cercada pelos picos do macife dos Ecrans, a cidade se estende aos pés do Col Bayard em direção de paisagens de floresta, provençais e agrícolas que se metamorfoseiam segundo as estações.
Nesta cidade onde o sol brilha 300 dias por ano, o ar puro, o esporte, o repouso e a cultura dão à cidade seu status de Capital Doce (la capitale douce).

## Economia
Em termos econômicos, a cidade possui indústrias madeireiras, curtumes, construção civil, têxteis, e alimentares. É um importante centro turístico (proximidade das principais estações de esqui dos Alpes do Sul, e do lago de Serre-Ponçon - maior lago artificial da Europa).
Gap é sede de um bispado e o seu principal monumento é a catedral do século XIX.
Gap se situa a 180 quilômetros a nordeste de Marselha, 100 quilômetros ao sul de Grenoble e 200 quilômetros de Turim.

## Tour de France

### Chegadas
- 2010: Sérgio Paulinho
- 2011: Thor Hushovd
- 2013: Rui Costa